# لورا روس
لورا روس (انگلیسی: Laura Rus؛ زادهٔ ۱ اکتبر ۱۹۸۷) بازیکن فوتبال اهل رومانی است.
از باشگاه‌هایی که در آن بازی کرده‌است می‌توان به باشگاه فوتبال آپولون لیماسول اشاره کرد.
وی همچنین در تیم ملی فوتبال زنان رومانی بازی کرده‌است.